# Parnall G.4/31
Parnall G.4/31 là một thiết kế của hãng George Parnall and Company nhằm đáp ứng yêu cầu của Bộ không quân Anh về một loại máy bay đa dụng trong thập niên 1930.

## Quốc gia sử dụng
Anh Quốc

## Tính năng kỹ chiến thuật (G.4/31)
Dữ liệu lấy từ The British Bomber since 1914 
Đặc điểm tổng quát
- Kíp lái: 2
- Chiều dài: 35 ft 9 in (10,90 m)
- Sải cánh: 57 ft 0 in (17,38 m)
- Chiều cao: 15 ft 0 in (4,57 m)
- Diện tích cánh: 687 ft² (63,8 m²)
- Trọng lượng có tải: 6.800 lb (3.091 kg)
- Động cơ: 1 × Bristol Pegasus IM3 kiểu động cơ piston bố trí tròn, 630 hp (470 kW)

 Hiệu suất bay 
- Vận tốc cực đại: 143 knot (165 mph, 266 km/h)

Trang bị vũ khí

- Súng: 2× súng máy 0.303 in (7,7 mm)
- Bom: 1.500 lb (680 kg) bom hoặc một ngư lôi 18 inch Mk VIII